# Orca (film)
Pour les articles homonymes, voir Orca.
Pour plus de détails, voir Fiche technique et Distribution.
Orca est un film italo-britannique réalisé par Michael Anderson, sorti en 1977.

## Synopsis
À Terre-Neuve, le capitaine Nolan (Richard Harris) est un pêcheur qui vend ses grosses prises aux aquariums les plus offrants. Un jour, il croise en mer Rachel (Charlotte Rampling), une biologiste marine, menacée par un grand requin blanc. Nolan recueille Rachel à bord de son bateau, mais Ken (Robert Carradine), son assistant, tombe à l'eau. Sur le point d'être dévoré par le requin, Ken est sauvé in-extremis par une orque qui attaque et tue le requin.
Nolan s’intéresse de plus en plus aux orques et décide d'en capturer une afin de la revendre à prix d'or à un aquarium. Rachel lui parle de l'intelligence des orques et leur instinct, proche de celui de l'homme. Mais Nolan tente de capturer une femelle. La capture tourne au drame : la femelle, enceinte, se blesse mortellement contre l’hélice du bateau de Nolan. Elle est hissée à bord, son veau est éjecté de son ventre et tombe sur le pont du bateau. Horrifié, Nolan le jette par-dessus bord. Le mâle assiste à la scène et hurle de douleur. Le soir, il traque Nolan et son équipage. La situation devient critique pour son bateau et Nolan relâche la femelle, mais Novak, un des membres de l'équipage, est happé par l'orque mâle.
La femelle est poussée jusqu'au rivage par le mâle, et meurt de ses blessures. Nolan enterre le corps échoué sur la plage et fait mine de ne rien savoir lorsque certains pêcheurs du village l'interrogent sur sa volonté de capturer une orque et sur la soudaine disparition du cétacé dans les alentours.
L'orque s'attaque au port de pêche, coulant plusieurs bateaux, mais en épargnant celui de Nolan. Le soir, l'orque attaque à nouveau et, la réserve de carburant de la ville explose. Les pêcheurs sont de plus en plus en colère, mais Nolan refuse de combattre l'épaulard. Le soir suivant, l'animal attaque la maison de Nolan, en partie sur l'eau, amputant d'une jambe la jeune Annie, une des membres d'équipage de Nolan, elle perd connaissance et est emmenée en ambulance. Face à l'agressivité de l'orque et à la pression des habitants de la ville, Nolan n'a d'autre choix que de sortir en mer afin d'affronter l'épaulard.
Paul, le petit ami d'Annie, et Jacob Umilak, un enseignant, l'accompagnent. Rachel et Ken les rejoignent afin d'étudier le comportement inédit de l'orque. Rachel est en effet surprise de constater qu'une orque puisse à ce point éprouver un désir de vengeance. Lors d'une tentative de tuer l'orque, Ken est dévoré par l'animal. L'orque entraîne Nolan et son équipage jusqu'au milieu des icebergs, où Paul et Jacob trouvent successivement la mort. Une lutte s'engage entre l'homme et l'animal. Nolan est finalement tué par l'orque qui épargne Rachel et la laisse seule sur la banquise. Un hélicoptère arrive pour la secourir, Jacob ayant envoyé un SOS peu avant le combat contre l'épaulard. L'orque est vue une dernière fois s’enfoncer dans les eaux glaciales pour se laisser mourir de noyade, rejoignant ainsi sa compagne et son petit dans la mort.

## Fiche technique
Sauf indication contraire, les informations mentionnées dans cette section peuvent être confirmées par la base de données cinématographiques IMDb,  présente dans la section « Liens externes ».
- Titre original et français : Orca
- Titre italien : L'orca assassina
- Réalisation : Michael Anderson, assisté de Brian W. Cook
- Scénario : Luciano Vincenzoni, Sergio Donati et Robert Towne (non crédité)
- Musique : Ennio Morricone
- Direction artistique : Ferdinando Giovannoni (it) et Boris Juraga
- Décors : Mario Garbuglia
- Costumes : Jost Jakob (en)
- Photographie : Ted Moore et J. Barry Herron
- Son : John Bramall, Trevor Pyke, Winston Ryder
- Montage : John Bloom, Marion Rothman (en) et Ralph E. Winters
- Production : Luciano Vincenzoni et Dino De Laurentiis
- Sociétés de production : Famous Films et Dino De Laurentiis Cinematografica
- Société de distribution :  Paramount Pictures
- Pays de production :  Royaume-Uni /  Italie
- Langue originale : anglais
- Format : couleur — 35 mm — 2,35:1 — son : Mono
- Genre : Drame, horreur, thriller
- Durée : 92 minutes
- Dates de sortie[1] :
  - États-Unis : 15 juillet 1977 (première mondiale à New York), 22 juillet 1977 (sortie nationale)
  - Royaume-Uni : 28 juillet 1977
  - France : 21 décembre 1977

## Distribution
- Richard Harris (VF : William Sabatier) : le capitaine Nolan
- Charlotte Rampling (VF : elle-même) : Rachel Bedford
- Will Sampson (VF : Georges Atlas) : Jacob Umilak
- Bo Derek (VF : Anne Jolivet) : Annie
- Keenan Wynn : Gus Novak
- Robert Carradine : Ken
- Scott Walker (VF : André Valmy) : Alan Swain
- Peter Hooten (en)  (VF : Yves-Marie Maurin) : Paul
- Wayne Heffley (en) (VF : Pierre Fromont) : le prêtre
- Vincent Gentile (it) : le pompiste
- Don 'Red' Barry : le docker

## Production
Le tournage s'est déroulé à Malte aux Malta Film Facilities, au Marine World de Redwood City en Californie, ainsi qu'à Petty Harbour, bourgade de la province de Terre-Neuve-et-Labrador au Canada, entre le 14 juin et octobre 1976.
La chanson du générique de fin My Love, We Are One est composée par Ennio Morricone et interprétée par Carol Connors.

## Novélisation
Une mise en roman, écrite par Arthur Herzog III et basée sur la première version du script, est réalisée pendant le tournage.

## Autour du film
- Le film est parfois indiqué par erreur comme étant américain. Il a été coproduit par la société britannique Famous Films et la société italienne Dino De Laurentiis Cinematografica. L'erreur provient du fait que l'un des distributeurs du film Paramount Pictures est américain, mais la Paramount n'a pas produit le film[3].
- Contrairement au tournage du film Les Dents de la mer, l'utilisation des maquettes a été parcimonieuse lors du tournage d'Orca.[réf. souhaitée]
- Orca marque les débuts au cinéma de l'actrice Bo Derek[4].
- Orca est le nom du bateau de pêche de Quint (Robert Shaw) dans Les Dents de la mer[5].
- Le grand requin blanc tué au début du film est un clin d'œil aux Dents de la Mer.
- L'orque mâle cherche la vengeance après la mort de sa famille, comme le requin le fera dans Les Dents de la mer 4 : La Revanche, la différence étant que le requin échouera alors que l'épaulard accomplira sa vengeance avant de se laisser mourir pour rejoindre sa compagne et son petit dans la mort.
- Un certain nombre d'informations sur le comportement des orques ou la légende autour de celles-ci sont exactes ; mais le film est marqué par un fort anthropomorphisme[6]. Ainsi, contrairement au mâle dans le film après la mort de la femelle, « dans la vraie vie, les orques ne pleurent jamais »[7].
- Le scénario inverse celui de Moby Dick où c'était l'homme, le capitaine Achab, qui poursuivait obsessionnellement un cachalot, de sa vengeance.